# Corrupción en México

Bandera de México

La corrupción en México ha sido tradicionalmente señalada por muchos analistas como uno de los problemas políticos del país. Además, las encuestas a principios del siglo XXI, señalan que el grado de corrupción existente ha afectado negativamente a la legitimidad política, transparencia de la administración y eficiencia económica en cuanto a rendición de cuentas hacia el interior y exterior del país.
La gran mayoría de estas prácticas corruptas han ido desarrollándose y sentando sus bases a lo largo de la historia, fueron dejadas como herencia de la gran élite política para la consolidación de una oligarquía mediante un gobierno autoritario y represor.
En 2014, durante la realización del Índice de Percepción de la Corrupción –una medida entre 0 (muy corrupto) y 100 (muy transparente) de los niveles de corrupción percibidos por el sector público en 175 países y territorios evaluados– México obtuvo una calificación de 35, y ha sido catalogado como uno de los 70 países más corruptos en el mundo, así como el país más corrupto de los 34 estados que conforman la OCDE.

## Factores que favorecen la corrupción en México
Desde un punto de vista neutral es el resultado de la falta de condiciones que hagan más costoso seguir el camino de la corrupción en comparación con el de la legalidad, "aquello que abarata relativamente el coste del acto delictivo estará promoviendo su comisión".
La corrupción no es algo genético, pues ha crecido y se ha fortalecido en México alrededor de la complicidad y las amplias redes que se tejen a partir de ésta, propiciada por el miedo social a la violencia de Estado y la falta de controles sistemáticos que funcionen eficazmente para su definición, su prevención, su detección y una acción efectiva para corregir los incidentes cuando se verifican. La corrupción ha llegado hasta el punto de volverse, definitivamente, parte del sistema y desarrollar resistencia a cambios que pudieran limitarla efectivamente, degenerando en una guerra sucia contra el pueblo para asegurar salir impune, siendo esta impunidad el distintivo y agravante en México.
Frases como "el que no tranza no avanza", "Dios, no te pido que me des sino que me pongas donde hay, yo solito agarro" y otras similares son iconos que reflejan cuán arraigada y aceptada es la cultura de la corrupción en México, hasta convertirse en una acto inconsciente y cotidiano. En la cotidianidad tenemos como ejemplos las "mordidas" (sobornos) que se suelen ofrecer y pagar a servidores públicos con tal de evitar una multa o acelerar un trámite o lograr algo sin cumplir con los requisitos. En el ámbito laboral es bien sabido que se consiguen más empleos por relaciones o "recomendaciones" que por calificaciones para ejercer el puesto buscado.

## Corrupción política

### Época colonial
Comenzando con la caída del dominio azteca bajo los españoles, Jorge Baz García de León realiza un análisis sobre el origen de la corrupción en México.

"Al enterarse el Rey de España Carlos V, de la caída de la capital azteca, éste le prohibió a Hernán Cortés la aplicación del sistema de encomiendas sobre la población indígena.
La encomienda fue un sistema que aplicaron los españoles a la población indígena en la Antillas (1495) donde cada español tenía a su servicio a miles de indígenas que, debido a lo arduo del trabajo, la mala alimentación y a las enfermedades europeas terminó por sucumbir y despobló aquéllas islas.
Por ello, hubo necesidad de traer esclavos negros de África para trabajarlas.
Cortés, a pesar de la orden del Rey que indicaba que los indios eran vasallos libres de la Corona y como tales no deberían de ser encomendados a particulares, hizo caso omiso de la indicación e inició el reparto de los pueblos indios entre los miembros de su ejército.
Para él, era claro que sin un establecimiento no había conquista y si la tierra no era conquistada la población no podría ser controlada y sin control no habría riqueza.
Así pues, terminada la rendición de Tenochtitlan, inició en Coyoacán el nombramiento de 500 Españoles que quedaron a cargo de otros tantos pueblos.
A varios de estos burdos e ignorantes soldados les tocó la tarea de iniciar la flamante dominación española en Norte América.
Cada encomendero dominaba a plenitud su señorío, era como una especie de Rey local; así, podía atacar cualquier subordinación incluso de los caciques que prevalecían desde la época prehispánica a quienes nombró en algunos casos sus auxiliares para la recolección de los tributos y a quienes dotó de armas y caballos para su mejor desempeño.
Con estos sistemas, empezaron a burlarse a través de dádivas el pago de los tributos (impuestos) que debían entregrase tanto al encomendero como a la Corona.
Lo inmenso del territorio de Nueva España y lo difícil de las comunicaciones hacían muy fácil el evadir todos esos procedimientos oficiales.
Para recaudar impuestos, el Virreinato creó las alcabalas (aduanas interiores) donde quien transportaba sus mercancías debía pagar una cuota para pasar; como es de imaginarse, un alto porcentaje de dichos impuestos no eran recabados siendo los encargados de dichas aduanas quienes conservaban los sobornos.
Pero la corrupción venía igualmente desde arriba; por ejemplo, el primer virrey Antonio de Mendoza, fue acusado de recibir dádivas y presentes por parte de algunos encomenderos para aumentar los beneficios de los que gozaban o para acrecentar sus extensiones territoriales.
El mismo Virrey fue acusado de embolsarse 2,000 ducados de oro anualmente durante los 19 años de su gobierno, los cuales habían sido asignados por el Rey Carlos V para los salarios de las personas que estaban a cargo de su cuidado.
Evidentemente que si la cabeza del Virreinato promovía la corrupción, sus subordinados seguían tan lamentable ejemplo.
Así, durante los 300 años de dominación española en América, muchas figuras de corrupción enquistaron en la sociedad IberoAmericana.
Incluso muchos puestos como los del jefe político que aún hoy sobreviven como en el caso de Perú, o las de los caciques, tienen su origen en la época colonial."

Un relato similar retrata Ramón Zorilla en su texto La corrupción político-administrativa. Un acercamiento histórico y valorativo. Espinoza Pedraza lo sintetiza en una oración: "La época colonial deja como legado la centralización de poder en la figura del Virrey y propició la formación de una sociedad de castas."

### Época de la Independencia
"La miserable situación en que vivieron los indígenas derrotados, puso de relieve, la miseria de los valores que trajeron los invasores y colonizadores de España. Desde esta perspectiva no hubo vencedores. Se trató de negar la cultura indígena y no se pudo trasplantar la cultura española. Quedando la corrupción de ambas partes, como el material con que se construirán los cimientos de la futura nación. La corrupción de la norma de Quetzalcóatl, así como la corrupción del sistema colonial, por fuerza corrompe los ideales del movimiento armado que inició en 1810. El caso era quitar a los corruptos peninsulares, para ejercer corruptamente el poder y tener el acceso al enriquecimiento rápido y sin límites. Los criollos ahora convertidos en los nuevos detentadores del poder para explotar y depredar a los indios y sus recursos naturales: careciendo de toda legitimidad y fuera de la voluntad sustentadora de los pueblos gobernados, tratan de hacer de lo que quedó de La Nueva España, una nación como las que se estaban formando en Europa."

### Época moderna

#### 1928-2000

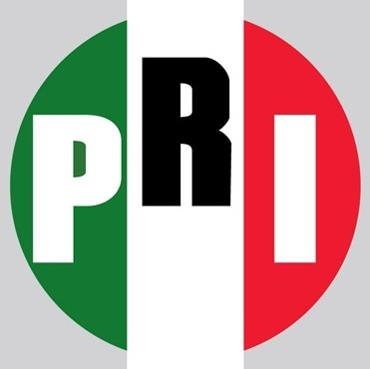
Partido Revolucionario Institucional

A pesar de que el Partido Revolucionario Institucional (PRI) llegó al poder por primera vez en 1928 a través de la vía democrática y pacífica por medio del sufragio y la celebración de elecciones bajo el nombre del Partido Nacional Revolucionario (PNR), esté se logró perpetrar en el poder por casi 71 años consecutivos (de 1929 a 2000) mediante el establecimiento de una red de patrocinios y acciones populistas. Con la llegada del PRI al poder el sistema político-electoral del país comenzó a funcionar como un régimen totalitario y unipartidista en el cual un solo partido concentraba el control sobre la gran mayoría de las instituciones de gobierno e impartición de justicia y en el que se volvió costumbre el que los políticos que competían por cargos públicos de todos los niveles en el país por el PRI siempre ofrecieran sobornos a sus electores y clientelismo (favores políticos) a grupos y élites de poder (en caso de que resultaran electos) a cambio de apoyo, financiamiento para sus campañas políticas y votos para su reelección. Este sistema de operar construyó en la política mexicana una plataforma y clima perfectos en los cuales la corrupción política tuvo la oportunidad de florecer y crecer fuertemente, y en el que la competencia y oposición política por fuera del partido no existía, si es que se llegaba a formar alguna candidatura independiente está era suprimida, y se volvió un requisito el pertenecer al partido para poder contender y ser votado para algún cargo de elección popular. Con el pasar de los años, y sin nada ni nadie que le estorbara, el PRI ganaba las elecciones una y otra vez, y su red de corrupción, impunidad y tráfico de influencias fue creciendo, logrando el partido aferrarse al poder a toda costa.
La jerarquización se volvió la norma hacia dentro y fuera del partido, en el que se volvió común el que los políticos, servidores públicos y/o amigos de estos designaran al sucesor que más les conviniera en el cargo por medio del "Dedazo". Fue también durante las administraciones priistas que la figura del presidente tomó mucho poder y control sobre los otros poderes del estado, esto debido a que la figura del poder ejecutivo federal logró acumular todo el poder formal e informal para ejercer la autoridad extralegal y voluntad suprema del PRI sobre los otros dos poderes del gobierno mexicano: el judicial y el legislativo. Fue así como el poder total se logró consolidar en las manos de una pequeña élite de poderosos e influyentes que siempre imponían sus intereses personales sobre la voluntad y necesidades del pueblo de México y que se comenzaron a enriquecer ilícitamente a costa de estancar el desarrollo de la nación y sumirla en la pobreza y la desigualdad. Más allá de esto, al no existir ningún órgano que auditara y/o evaluara el desempeño, gestión y trayectoria de los servidores públicos en México, las administraciones priistas se caracterizaron además por una casi nula rendición de cuentas y baja legitimidad. 70 largos años de reinado ininterrumpido del PRI en todos los niveles de poder fueron más que suficientes para que se gestara una red monstruosa y muy bien articulada de corrupción, tráfico de influencias e impunidad desmedida que al final logró apoderarse por completo del sistema y someter a las instituciones de impartición de justicia y al gobierno mexicano a la voluntad máxima e intereses personales de la élite política, los cuales, con todo el cinismo del mundo comenzaron a hacer y deshacer cuanta cosa les viniera en gana con el país, y evidentemente, sin consecuencia alguna y sin nadie que los detuviera fueron convirtiendo a la corrupción en un problema bastante complejo e institucionalizado como para ser eliminado efectivamente.
Con este nuevo tipo de corrupción institucionalizada presente desde hace más de medio siglo, la trayectoria y en particular el sistema político de México ha ido tomando unos aires muy turbios y oscuros, desgraciadamente, la sociedad civil fue aceptando inconscientemente a la corrupción como parte del sistema político-electoral que existe y que siempre ha existido en el país, lo anterior gracias al largo tiempo que el partido se logró perpetrar en el poder y que a través de la manipulación de los medios de comunicación se encargó de ir generando lentamente una ideología de apatía, mediocridad y conformismo en la población. Estas cuestiones profundamente arraigadas a la cultura política de México han seguido generando, institucionalizando y acentuando aún más el problema de la corrupción y la impunidad en el México contemporáneo.

### 2000-2012

#### Transición hacia el PAN

Partido Acción Nacional

La creciente prevalencia y la diversificación del crimen organizado esta en muchas maneras ligada con los cambios políticos que México enfrentó iniciando el siglo XXI. En el año 2000 se celebraron elecciones federales en el país, y por primera vez en más de 70 años el PRI perdió las elecciones y la presidencia de la república frente al otro gran partido político de México, el Partido Acción Nacional (PAN). Al llegar al poder, el PAN tuvo que lidiar con la gran estructura de poder corrupta que el PRI había logrado instaurar en el sistema político durante los largos años que gobernó el país, y la cual le permitió en mayor o menor medida a las redes de clientelismo y a las grandes organizaciones del crimen organizado operar sin mayor problema o inclusive infiltrar y apoderarse de los más altos niveles de gobierno en el país. Dicha estructura de poder se vio enfrentada con la transición política y la entrada del PAN al poder, quien en un principio trató ineficazmente de frenar la violencia y la actividad ilegal que había imperado con total impunidad en el gobierno mexicano por más de medio siglo.
El PAN inició su administración con uno de los índices de popularidad y aceptación más altos en la historia reciente de México, pues la población esperaba un cambio verdadero con la transición política y la llegada de un nuevo partido al poder, sin embargo, muy pronto su popularidad se fue mermando poco a poco, principalmente por terminar cayendo en muchas de las prácticas corruptas y fraudulentas que tanto caracterizó a las administraciones priistas. El PAN, partido que nunca antes había ocupado el poder fue inexperto en muchos aspectos durante los 12 años que gobernó al país, y las organizaciones del crimen organizado se aprovecharon de estas debilidades del nuevo gobierno para seguir operando e infiltrándose dentro del mismo. A pesar de la transición política que experimentó México en el año 2000, el sistema político corrupto y podrido que se había gestado durante décadas ya era demasiado fuerte y se había apoderado de las más altas cúpulas de poder en el gobierno mexicano como para desaparecer con el simple cambio de partido político a la cabeza del poder ejecutivo, sin mencionar que el PRI logró mantener bajo su control a la amplia mayoría en el congreso y el senado en el poder legislativo y a prácticamente todas las gubernaturas y congresos locales del país, por lo que al final el PAN no pudo luchar en contra del monstruoso sistema oligárquico y terminó por ceder y caer, en la mayoría de los casos, en las mismas prácticas y conductas de fraude, simulación y corrupción para pasar a formar parte del sistema ya instaurado en la política mexicana.

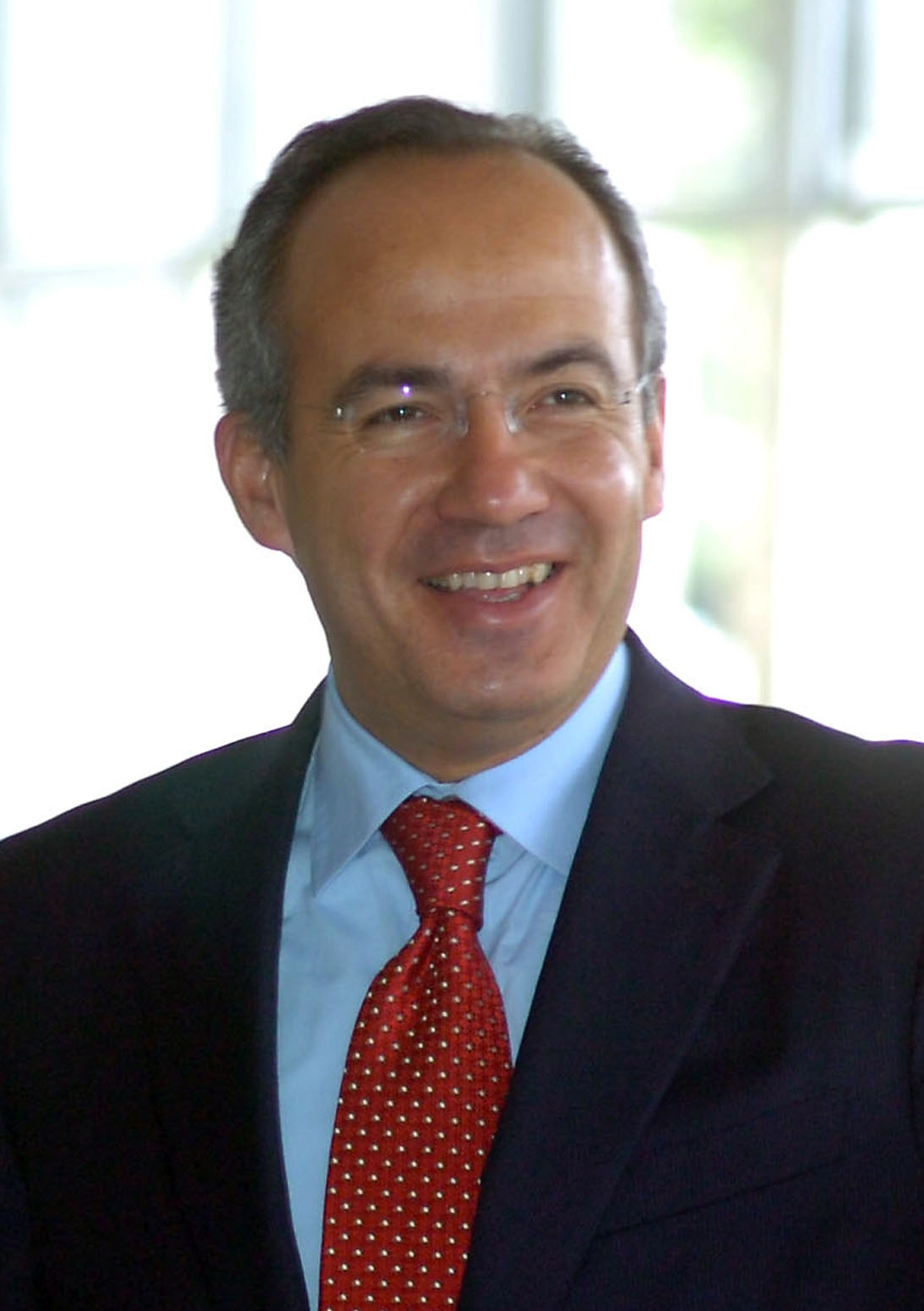
Presidente Felipe Calderón Hinojosa (2006 - 2012)

#### Administración de Felipe Calderón
Durante la administración panista del presidente Felipe Calderón Hinojosa, entre el 2006 y 2012 México sufrió una escalada en la violencia impresionante, producto de su declaración de guerra contra el narcotráfico y el crimen organizado, el cual se fortaleció exponencialmente, ya que durante su sexenio, muchas organizaciones criminales y cárteles de la droga afianzaron su relación con muchas instituciones de gobierno donde la corrupción aún seguía imperante, como la Policía Federal y el Ejército Mexicano, pues muchos de sus miembros ayudaron a estas organizaciones en mayor o menor medida en el tráfico de drogas y abusos contra la ciudadanía. Esta grave condición se acentuó sobre todo el la zona fronteriza con los Estados Unidos, donde la violencia fue escalando hasta llegar a niveles muy elevados. En un intento por combatir esta situación el presidente Calderón ejecutó la“Estrategia Nacional de Seguridad”, en la que se ordenó desplegar a miembros y fuerzas del ejército y la marina mexicana a lo largo de la frontera y en diversos estados clave de la república, como Michoacán, Chihuahua, Nuevo León, Tamaulipas, Guerrero y Morelos, sin embargo, en vez de reducir los índices de violencia en la zona y combatir efectivamente al narcotráfico los problemas en la zona se acentuaron gravemente con la llegada de miembros de la Armada de México, pues la delincuencia, las ejecuciones y la violencia se vieron profundizadas. Muchos ciudadanos afirman que con la llegada de las fuerzas armadas y de la policía federal se sentían más inseguros que antes, pues se llegaron a reportar casos de miembros de la policía y el ejército que, concertados con los cartéles de las drogas y del crimen organizado iniciaron diversos abusos hacía la ciudadanía, como cateos ilegales, detenciones injustificadas, golpes, robo, violación y tortura.
La estrategia de seguridad empleada por el presidente Calderón en la zona y en general en todo el país resultó en un rotundo fracaso, pues solo sirvió para evidenciar la desintegración de las instituciones de gobierno, la corrupción imperante dentro de las fuerzas armadas y de muchos gobiernos estatales coludidos con el crimen organizado y la arraigada cultura de la deshonestidad y la ilegalidad en los sistemas de impartición de justicia de México.
Para contrarrestar la imagen ante la ciudadanía de los efectos negativos por su empleo de las fuerzas armadas, Calderón decidió cambiar su estrategia hacía una de reconstrucción de los cuerpos de seguridad. Se procedió entonces a reformar los cuerpos policíacos del país, transformando a la Policía Federal, haciendo que el departamento pasara de contar con 6 mil elementos en 2006 a 36 mil en 2012, aumentando además las actividades técnicas y operativas de dicho departamento y adoptando un proceso de reclutamiento de personal, al menos en teoría, más minucioso y selectivo, implementando exámenes de control y confianza más transparentes y estrictos. Si bien estas medidas lograron reducir un poco los niveles de corrupción que se habían gestado bajo su administración, muchos sectores del gobierno mexicano siguieron estando en garras de la misma y de la impunidad.

### 2012-2018

###### Administración de Enrique Peña Nieto

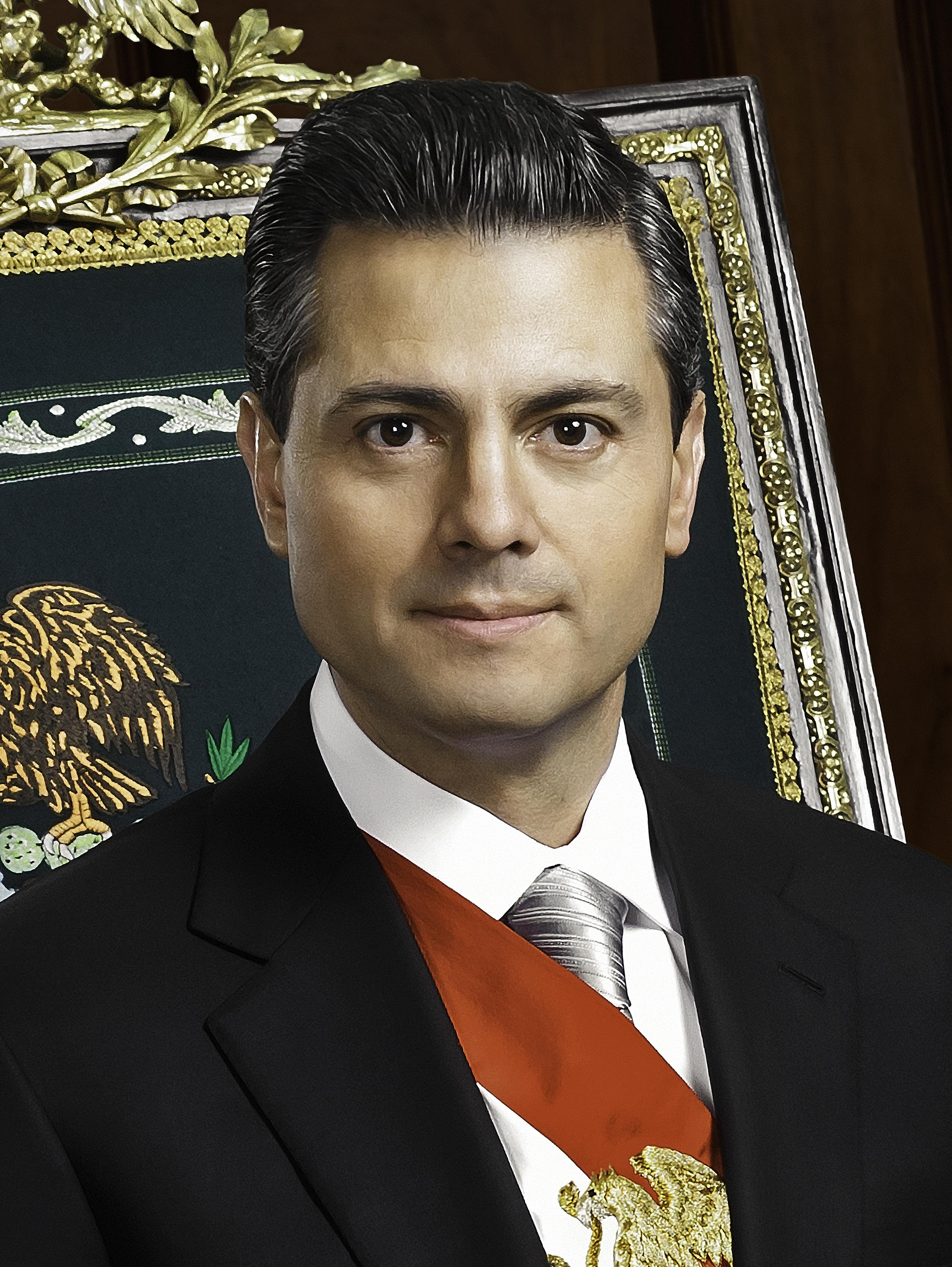
Presidente Enrique Peña Nieto (2012 - 2018)

Durante su campaña como candidato a la presidencia, Enrique Peña Nieto se vendió a sí mismo como "El salvador de México", argumentando que él representaba una fuerte figura de recambio en el "nuevo" PRI, dando a entender que su partido había aprendido la lección y que ya había dejado atrás sus conductas corruptas, fraudulentas y autoritarias durante los doce años que estuvo exiliado de la presidencia. Según el mismo Peña, el "nuevo" PRI estaba comprometido firmemente con la creación de un gobierno honrado, legítimo y eficiente. Sin embargo, para los muchos mexicanos que no se tragaron su cuento, las palabras de Peña Nieto sonaban a un discurso vacío, carente de sustento moral y lleno de mentiras descaradas, pues alegaban que el retorno del "Viejo Gran Partido de México" era un mal augurio y representaba más bien el revivir una vez más la cultura de la corrupción imperante, los fraudes desmedidos, el cinismo desvergonzado y la impunidad extendida. Más tarde, al finalizar la administración del presidente Calderón y llegar las elecciones federales de 2012, el PRI, en coalición con el Partido Verde, logran derrotar a la oposición y asegurar de nuevo su ascenso al poder por medio de un gigantesco fraude electoral, ya que se le acusó de una compra masiva de sufragios, tergiversación y coacción de la intención de voto de la ciudadanía y del uso de recursos de procedencia ilícita para el financiamiento de la campaña electoral de su candidato estrella, el exgobernador del Estado de México y ahora presidente electo Peña Nieto. Con el fraude cometido durante las elecciones se desmoronó la mentira que Peña tanto presumió en campaña, y se evidenciaron las auténticas y oscuras intenciones del PRI: el partido, sediento de poder, no estaba dispuesto a arriesgarse a perder ni un segundo más la silla presidencial, por lo que se aseguró de hacer lo que hiciera falta para imponer a toda costa a su candidato en la cabeza del Ejecutivo Federal.
Ya en 2013 y al iniciar de lleno la administración priísta de Peña, los problemas que asolaron al país durante la administración anterior del presidente Calderón no solo continuaron, sino que se vieron acrecentados exponencialmente, la violencia de las organizaciones del crimen organizado se vio al alza, así como el tráfico de drogas y la presencia y actividad de los cárteles también se vio incrementada en la mayor parte del territorio nacional, en la mayoría de los casos solapados con el apoyo y autorización de las cúpulas de poder del mismo gobierno. El retorno del PRI al poder significó lo que muchos se temían: un aumento abismal de la pobreza y miseria por todo el país, promesas incumplidas, mentiras descaradas, robos, saqueos y despilfarro de las arcas de la nación, violencia descontrolada y una economía estancada en lo más bajo.
A día de hoy, a unos meses de abandonar el puesto de Presidente de la República y a mitad de su sexenio, la administración de Peña ha estado marcada profundamente por los antivalores de la vieja escuela del PRI: impunidad, corrupción, fraude, devaluación, despilfarro, robo, violencia, represión y censura en contra de la libertad de expresión y de la prensa, además de una política sistemática de violaciones a los derechos humanos del pueblo de México. En lo que va de su gestión se han presentado numerosos y muy graves casos de corrupción desmedida y crimen de estado en los que se halla involucrado, directa o indirectamente, el mismo Peña. Casos que, estando en cualquier otro país donde si existiera el estado de derecho, el presidente ya habría sido removido de su cargo, juzgado y sentenciado a prisión. En cuanto a corrupción uno de los casos más recientes ocurrió en 2014, cuando un reportaje periodístico liderado por la periodista Carmen Aristegui denunció que el presidente Peña había incurrido en un grave conflicto de interés por la compra de una mansión de poco más de $7,000,000 millones de dólares por parte de Angélica Rivera, su esposa y Primera Dama de México, a la compañía Grupo Higa, una empresa que ha recibido grandes contratos en materia de obras públicas tanto durante la gestión de Peña como gobernador del Estado de México entre 2005 y 2011, como durante su mandato presidencial. Además, dicho conflicto de interés también involucraba al Secretario de Hacienda, Luis Videgaray Caso, pues este funcionario igualmente había adquirido otra mansión con recursos presuntamente del erario público, justo como la esposa del presidente. Como consecuencia de la denuncia de dicho conflicto de interés, se presume que el gobierno federal, por orden de Peña, presionó para censurar la investigación de Carmen Aristegui y de todo su equipo de periodistas, haciendo además que se les despidiera injustamente de su empleo en la empresa MVS Radio. Para el colmo del cinismo y la simulación, el mismo presidente Peña se encargó de designar a un hombre al mando de la Secretaría de la Función Pública, Virgilio Andrade, para supuestamente "investigar" el conflicto de interés en el que él, su esposa y el Secretario de Hacienda habrían incurrido. Más tarde, Virgilio Andrade, sin más ni menos y con todo el descaro del mundo tan solo se encargó de exonerarlos de todos los cargos que se les acusaban, argumentando que tanto el presidente, como su esposa y el secretario de hacienda eran inocentes y que no habían incurrido en ningún conflicto de interés y que todas sus acciones habían estado apegadas a la ley. La ciudadanía tomó de inmediato las declaraciones del secretario de la función pública como una burla desvergonzada, pues era absurdo que el mismo gobierno que iba a ser investigado designara a alguien para investigarse a sí mismo. Al final quedó demostrado que como siempre sucede en México, la impunidad se salió con la suya.
Por mencionar otros casos de corrupción se ha visto también en numerosas ocasiones, fotografías publicadas por la prensa internacional donde se puede observar a la familia del presidente Peña Nieto y de Angélica Rivera disfrutando de excesos y excentricidades, rodeados de lujos ostentosos y desmesurados, los cuales serían muy difíciles de cubrir solamente con el sueldo y/o dinero ahorrado del presidente y su esposa, lo que pone en tela de juicio la legitimidad y honorabilidad de las que tanto presume, y que, por el contrario, evidencian cinismo y desvergüenza.
Más grave aún es el caso de la desaparición forzada de normalistas ocurrida en el municipio de Iguala, Guerrero entre la noche del 26 de septiembre y la madrugada del 27 de septiembre de 2014. Durante tales sucesos, la Policía Municipal de Iguala, con la presunta complicidad del Ejército y la Armada de México, persiguieron y atacaron a 43 estudiantes de la Escuela Normal Rural de Ayotzinapa, para después entregarlos a la organización criminal Guerreros Unidos, quienes presuntamente los habrían asesinado. El "Caso Ayotzinapa" trascendió las fronteras del país, causando indignación internacional, y demostró al mundo la grave crisis de violencia y violación a los derechos humanos que se vivían en México y que el gobierno de Peña Nieto se había encargado de ocultar y disimular. Desde un inició el gobierno mexicano dio señales de una presunta complicidad con lo acontecido, pues esté adoptó en general una postura de completa indiferencia en torno al caso, lo que se evidenció con su intención de querer minimizar el escándalo mediático que se estaba generando con la finalidad de reducir el coste político que le supondría a la ya dañada y manchada imagen del presidente Peña. Finalmente, la presión de la sociedad civil obligó a que el gobierno federal abriera una investigación inmediatamente en torno al caso, quién señaló como culpable de la desaparición al alcalde de Iguala, José Luis Abarca, y a su esposa, María de los Ángeles Pineda, acusándolos de ser los que planearon la desaparición y de tener nexos con los cárteles de la droga y la organización criminal Guerreros Unidos. Además, la investigación del gobierno federal, dirigida por la Procuraduría General de la República (PGR) al mando del exprocurador priísta Jesús Murillo Karam, arrojó como resultado final a la llamada "Verdad Histórica", la cual aseguraba que los estudiantes desaparecidos fueron asesinados después de que policías de los municipios de Iguala y Cocula los entregaran al grupo criminal Guerreros Unidos, para que posteriormente sus restos pudieran ser incinerados, depositados en bolsas y arrojados a un río cercano. No obstante, la sociedad civil en general, así como los padres de familia y amistades de los estudiantes y víctimas de la Escuela Normal Rural de Ayotzinapa rechazaron la información brindada por las autoridades federales mexicanas sobre las muerte de sus hijos, ya que carecía de un sustento científico y técnico y dijeron que sus hijos aún estaban y estarían con vida hasta que no hubiera una certeza de su deceso. Tiempo después, una investigación paralela e independiente en torno al caso llevada a cabo por la Comisión Interamericana de Derechos Humanos en conjunto con el Grupo Interdisciplinario de Expertos Independientes arrojó pruebas científicas que contradecían totalmente a la "Verdad Histórica" presentada por la PGR; sustentando su propia investigación, aportando nueva evidencia, ofreciendo nuevas líneas de investigación y expresando recomendaciones. Finalmente y ante el desplome de la "Verdad Histórica" del gobierno de Peña Nieto, la cual pasó a ser conocida como la "Menitra Histórica", la imagen y credibilidad de la figura presidencial se degradaron como nunca antes, además de que la ciudadanía comenzó a llamar a lo sucedido en Iguala como un Crimen de Estado, ideado y perpetrado por las más altas cúpulas de poder dentro del gobierno mexicano. A día de hoy, el gobierno mexicano al mando de Peña Nieto solo ha evidenciado incompetencia y mediocridad, pues no ha podido concluir ni esclarecer los hechos, ni mucho menos hallar los cuerpos de los estudiantes que, hasta la fecha, continúan desaparecidos.

### 2018-2024

###### Administración de Andrés Manuel López Obrador
Durante toda su campaña prometió que la corrupción terminaría y la enfrentaría, sus acciones aún están por verse, hasta el momento hay políticos como Emilio Lozoya preso por el caso Odebrecht, Alonso Ancira enfrentó un juicio por la venta de una planta a sobreprecio. Durante su presidencia ha decidido eliminar y fusionar varias instituciones de gobierno, todo con la justificación de "austeridad" que ha caracterizado a su gobierno. También es conocido que varias personalidades de su gabinete provienen del PRI, y han sido señalados de corrupción, tal es el caso de Bartlett y las elecciones presidenciales de 1988.
La cancelación del Nuevo Aeropuerto Internacional de Texcoco y la posterior apuesta por el Aeropuerto Internacional General Felipe Ángeles generaron intensos debates sobre la transparencia y eficacia de las consultas populares. Los críticos sostienen que estos mecanismos fueron utilizados para legitimar decisiones controvertidas que afectaron negativamente la inversión y el desarrollo de la infraestructura nacional.

## Corrupción policial en México
Hace mucho tiempo en México ver acercarse a un agente de policía de cualquier nivel te hace sentir más inseguro, contrario a lo que se esperaría. Esta desconfianza tiene causas históricas arraigadas en el uso que la política ha hecho de las fuerzas públicas para fortalecerse en el poder, perpetrar actos de corrupción y asegurar su impunidad.  No hablamos únicamente de la clásica "mordida", desgraciadamente un tipo de soborno ampliamente extendido y aceptado en la sociedad mexicana. En México hay casos documentados de agentes de la ley que rentaron sus patrullas y uniformes a delincuentes y los altos niveles de infiltración de la delincuencia organizada han hecho indispensable una "limpia" para purgar los malos elementos. Mientras las condiciones sociales no cambien en México, estaremos lejos de llegar a una solución. “Un país con marginación, un país con pobre educación, un país sin satisfactores suficientes va a ser un país que tenga proclividad sin duda a la conducta antisocial”, dijo Manuel Mondragon, comisionado de Seguridad Nacional en México y no está muy lejos de la raíz del problema si asumimos que estas condiciones son resultado de la corrupción e impunidad en altos niveles del gobierno, evidenciado por la imperante concentración de poder político y económico.

## Corrupción empresarial en México
Además del hecho que en México muchos negocios simplemente no pueden operar sin pagar sobornos, la corrupción al interior de las empresas es también un gran problema y está respaldada por la amplia impunidad existente. Los niveles de corrupción en el país han llevado a México al segundo lugar a nivel mundial solo por debajo de África. Esto tiene su raíz en la mala regulación legal, hasta el punto que para una empresa corrupta es más barato pagar las consecuencias de sus actos ilegales en México, si llega a tener consecuencias. En muchos casos es más probable que las consecuencias se den solamente en el extranjero, como en nuestro vecino país del norte en donde pagan hasta 2 o más veces el costo por el mismo delito, esto sin contar el hecho que en México muchas veces no se logra ni siquiera procesar el mismo delito confirmado y sancionado en el extranjero, como ampliamente pone en evidencia el Caso Odebrecht. La corrupción en México puede llegar a representar hasta el 9% del PIB de todo el país, según varios estudios, siendo esto un reflejo de la falta de certeza jurídica para hacer negocios. Uno de los grandes y emblemáticos fenómenos de la corrupción empresarial en México son los monopolios, que surgen por apoyo del gobierno o de iniciativas que privatizan las paraestatales en imperios privados, beneficiando a grupos de poder afines. Otro gran problema es la informalidad a que recurre la gran mayoría de empresarios en pequeño, debido a las diversas barreras para legalizar sus operaciones. Podemos decir que la concentración de la riqueza y el poder en México no solo sigue vigente, sino que ha aumentado aun con las restructuraciones y reformas que se han implementado en los últimos años.

## Redes de narcotráfico y delincuencia organizada
En México, los nexos de la política con la delincuencia organizada y narcotráfico no son claras, pero han existido por mucho tiempo. En los años cuarenta Lázaro Cárdenas legalizó el consumo de la marihuana y terminó enfrentado a la política internacional. Cárdenas esta íntimamente relacionado con el inicio de la relación del tráfico de drogas con la política nacional, aunque no es el único en una larga lista de personajes de la política mexicana en la que no solo las drogas han sido el negocio ilegal en que han participado. La Procuraduria General de la República en México reconoce hasta 89 organizaciones delictivas relacionadas al tráfico de drogas.

## Retratos y reflejos de la corrupción en México
- Hector Suárez retrato con sus personajes cómicos las diferentes facetas de la Corrupción en México, ¿Qué nos pasa? siendo de los más célebres.
- Víctor Trujillo también conocido por su personaje Brozo en sus programas El NotiFiero y El Mañanero ha retratado y reportado casos de corrupción en México con un enfoque humorístico.
- El director Luis Estrada realizó varias películas que reflejan la realidad moderna de México en materia de corrupción política y social. La Ley de Herodes, Un Mundo Maravilloso, El Infierno y La Dictadura Perfercta.
- También en las novelas de televisión se ha tocado el tema de la corrupción en México. Epigmenio Ibarra mediante la productora Argos Comunicación, como en la telenovela El señor de los cielos entre otras, es un posible ejemplo de los productores que han abordado el tema.
- Germán Dehesa escribió ¿Cómo nos arreglamos? Prontuario de la corrupción de México entre otras obras escritas que tratan sobre el tema.[71]

- La serie de Netflix Narcosː México, narra sucesos en los que se involucra al gobierno mexicano en el narcotráfico durante los años setenta y ochenta.

## Casos destacados de corrupción en México
- Videoescándalos (René Bejarano y Carlos Ahumada)
- La Casa Blanca (México)
- La estafa maestra (México)
- Caso Odebrecht
- Caso Walmart (México)
- Los Pinos (México)
- Segalmex